# Iglesia de San Martín (Briviesca)
La iglesia de San Martín es un templo parroquial católico de la localidad de Briviesca (Burgos, Castilla y León, España). El edificio combina los estilos arquitectónicos Gótico, Renacentista y Barroco.

## Descripción
Asomado a la plaza Mayor de Briviesca, San Martín es un edificio de tradición gótica, pero en el siglo XVI fue renovado por los maestros Lope García de Arredondo y Juan de Sisniega. Las intervenciones se prolongaron al siglo XVII. El resultado es una amalgama de elementos arquitectónicos y decorativos de los estilos renacentista y barroco que modificaron sustancialmente la traza gótica original, aunque la misma sigue siendo predominante en el interior del templo, como se advierte en la disposición de las tres naves y las capillas.

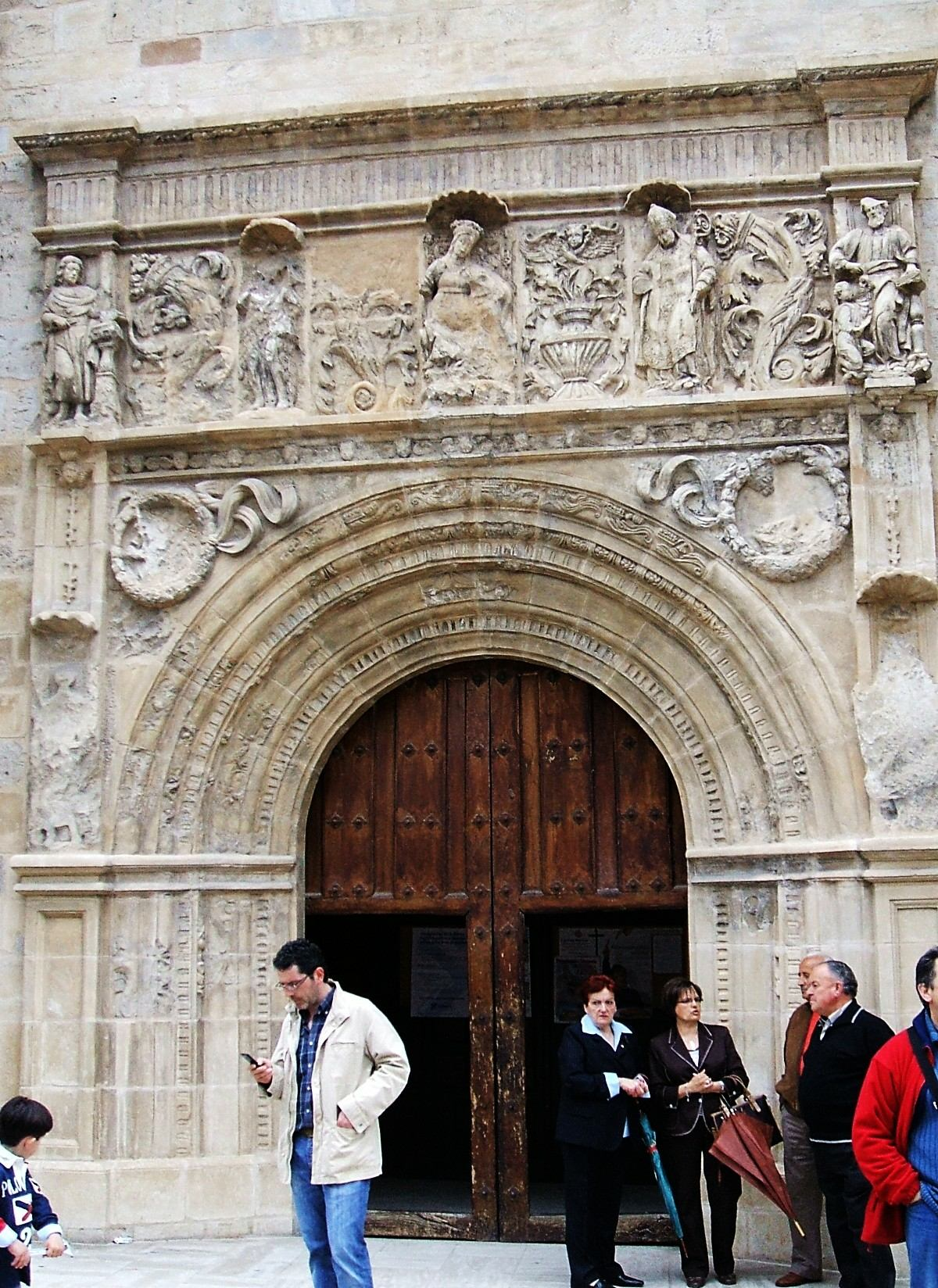
Portada plateresca.

La renovación renacentista resulta más visible en la portada exterior del templo. De estilo plateresco, consiste en un arco de medio punto abocinado y volteado -de hecho, recuerda al muy anterior estilo románico- sobre el que corre un friso escultórico, y, enmarcándolo todo, dos pilastras y un entablamiento clásico. Esta portada, muy maltratada por el tiempo debido a la mala calidad de su piedra caliza, fue restaurada en 2002.
Las naves constan de tres tramos, el primero de los cuales está ocupado por el coro alto y el sotacoro, que prolonga una profunda cabecera. Ésta consta del Presbiterio con la Capilla Mayor dos capillas laterales. El Presbiterio se comunica con la capilla del lado del Evangelio (izquierda), llamada de las Viudas, mediante un arco apuntado, y con la del lado de la Epístola (derecha) a través de un arco de medio punto. Seis macizos pilares de tronco cilíndrico y recorridos por collarinos decorativos distribuyen los espacios. En el pilar central de la parte izquierda se sitúa un púlpito plateresco.

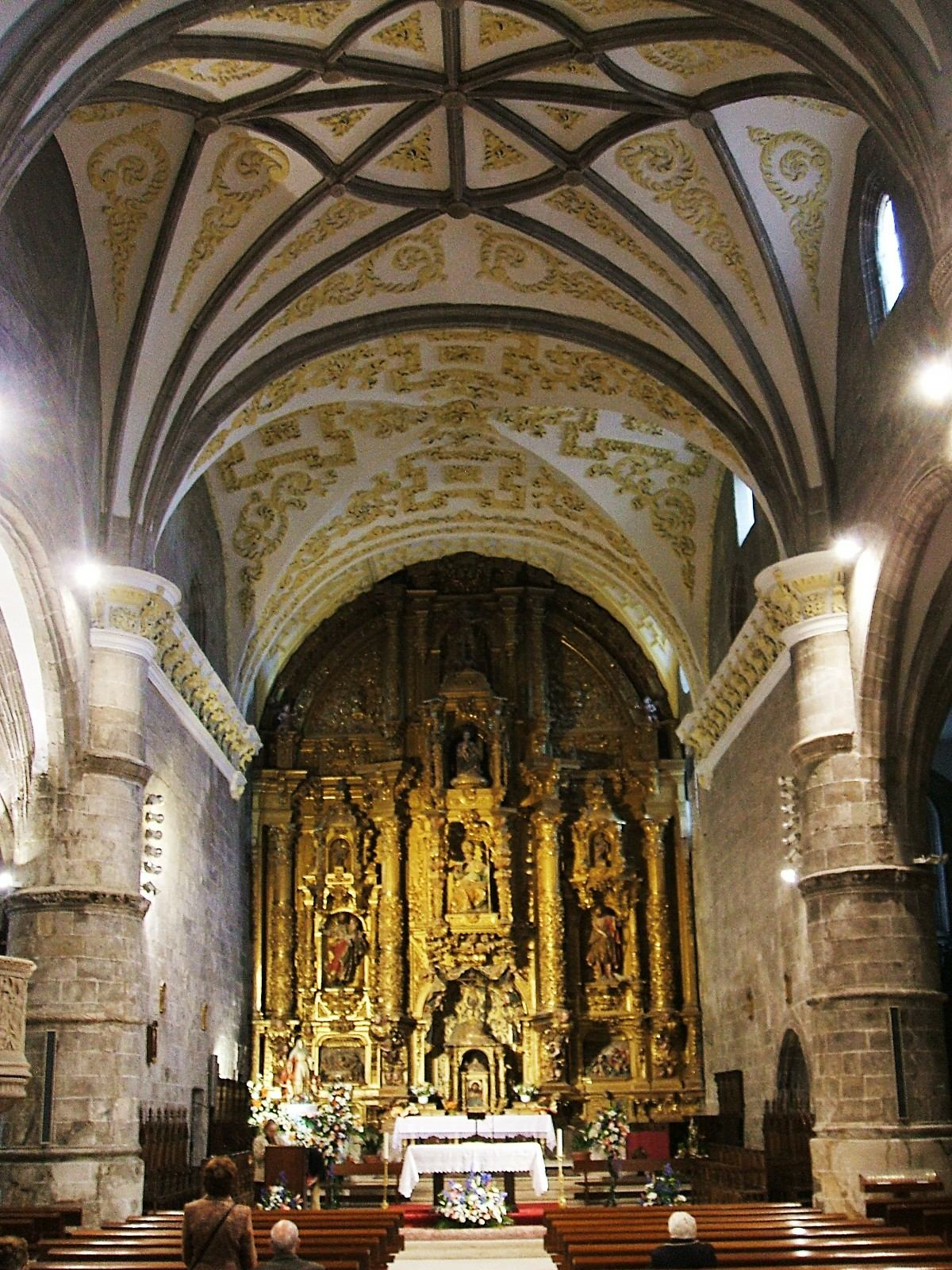
Cabecera y Retablo Mayor.

Bóvedas de crucería compuesta, con geometría de terceletes y combados, cubren las naves, salvo en el primer tramo de la nave central, que es de crucería sencilla. En las naves laterales se conserva el abovedamiento gótico original, pero en la nave central, más elevada que las otras dos, aquel está aparatosamente intervenido con una irregular arquería, a caballo entre el medio punto y el ligero apuntamiento, y plementería decorada con yeserías barrocas cromadas en blanco y ocre. Las nervaduras tardogóticas fueron respetadas en esta intervención, que dejó al descubierto su aparejo de piedra. El trabajo de yesería se extiende a los muros del Presbiterio en la forma de un festón horizontal.
El Retablo Mayor fue concluido en 1705 por el aparejador Antonio Cortés y el escultor Manuel de Agreda Ilardui. Se trata de una típica mazonería del recargado barroco de finales del XVII y principios del XVIII, que combina talla de madera dorada, esculturas policromadas de bulto redondo, angelotes y relieves en la predela. Preside el conjunto una imagen sedente y con los atributos episcopales de San Martín de Tours, el titular del templo.

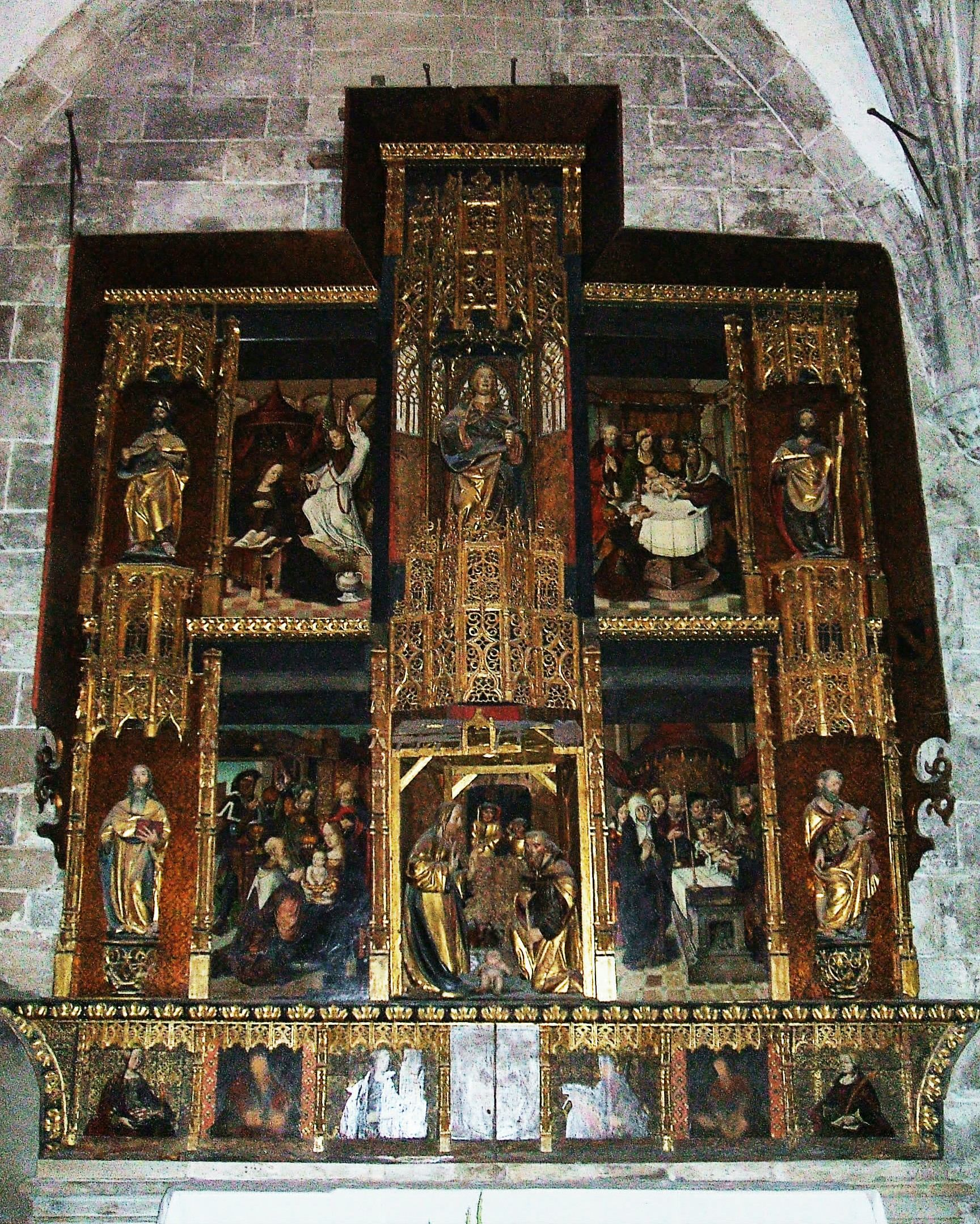
Retablo de la Capilla de las Viejas.

La llamada Capilla de las Viejas, en el lateral izquierdo de la cabecera, fue fundada por D. Pedro Ruiz de Briviesca. El espacio contiene tres lucillos sepulcrales, el más vistoso de los cuales, si bien bastante erosionado, corresponde a D. Pedro y su esposa D. Teresa, representados en bulto yacente y bajo arcosolio de medio punto casetonado. En la pared del fondo se emplaza un artístico retablo de estilo hispanoflamenco realizado entre 1490 y 1515 y dedicado a la Infancia de Jesús. Cuatro lienzos sobre tabla muestran la Anunciación, la Adoración de los Magos, la Presentación en el Templo y la Circuncisión, mientras que un conjunto escultórico finamente trabajado representa el Nacimiento.
Otras capillas son la de San Miguel, mandada construir por Francisco de Salazar y su esposa Casilda de Olmos hacia 1600, y la de Nuestra Señora del Carmen, fundada por el regidor de Cuzco Manuel de la Torre, que contiene un retablo barroco presidido por talla mariana de Manuel Agreda y un Crucificado. La sacristía, anexa al muro del Evangelio, atesora un lienzo de la Virgen de Guadalupe traído de América en el siglo XVII por el capitán Francisco de Soto Guzmán, y una cruz procesional de plata hecha en Nicaragua en el XVIII.

## Galería de imágenes

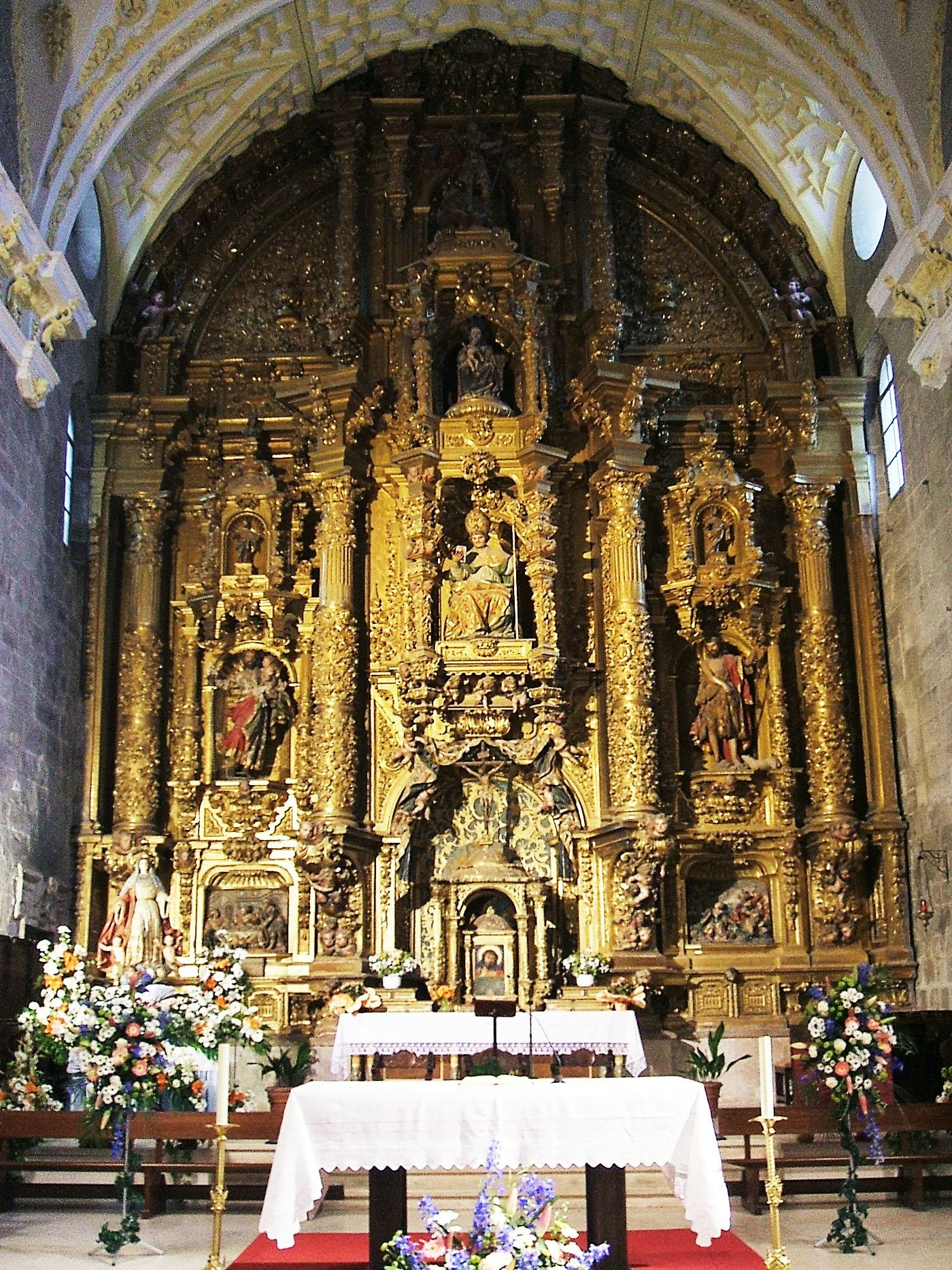
Retablo Mayor
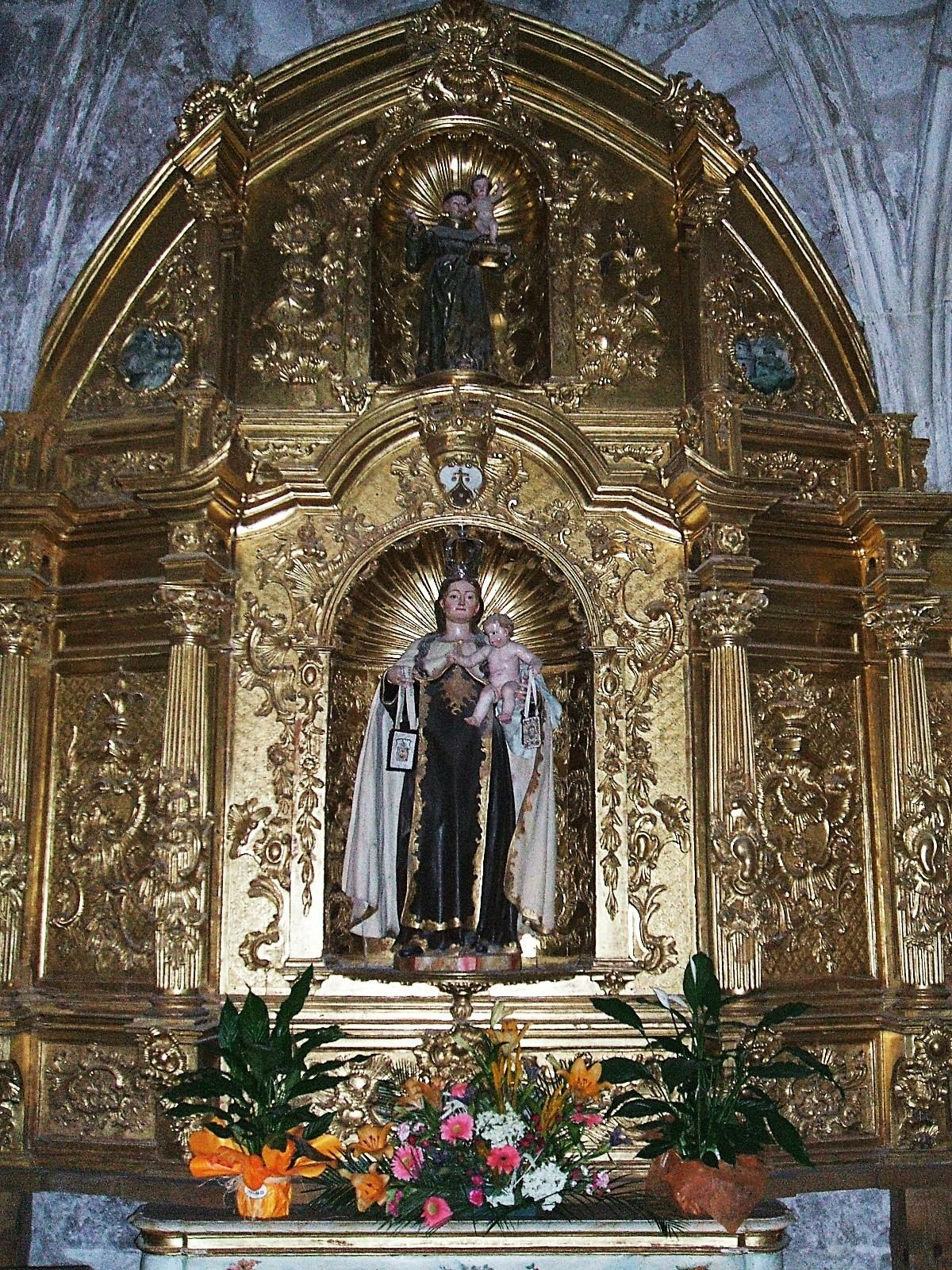
Retablo de N. S. del Carmen
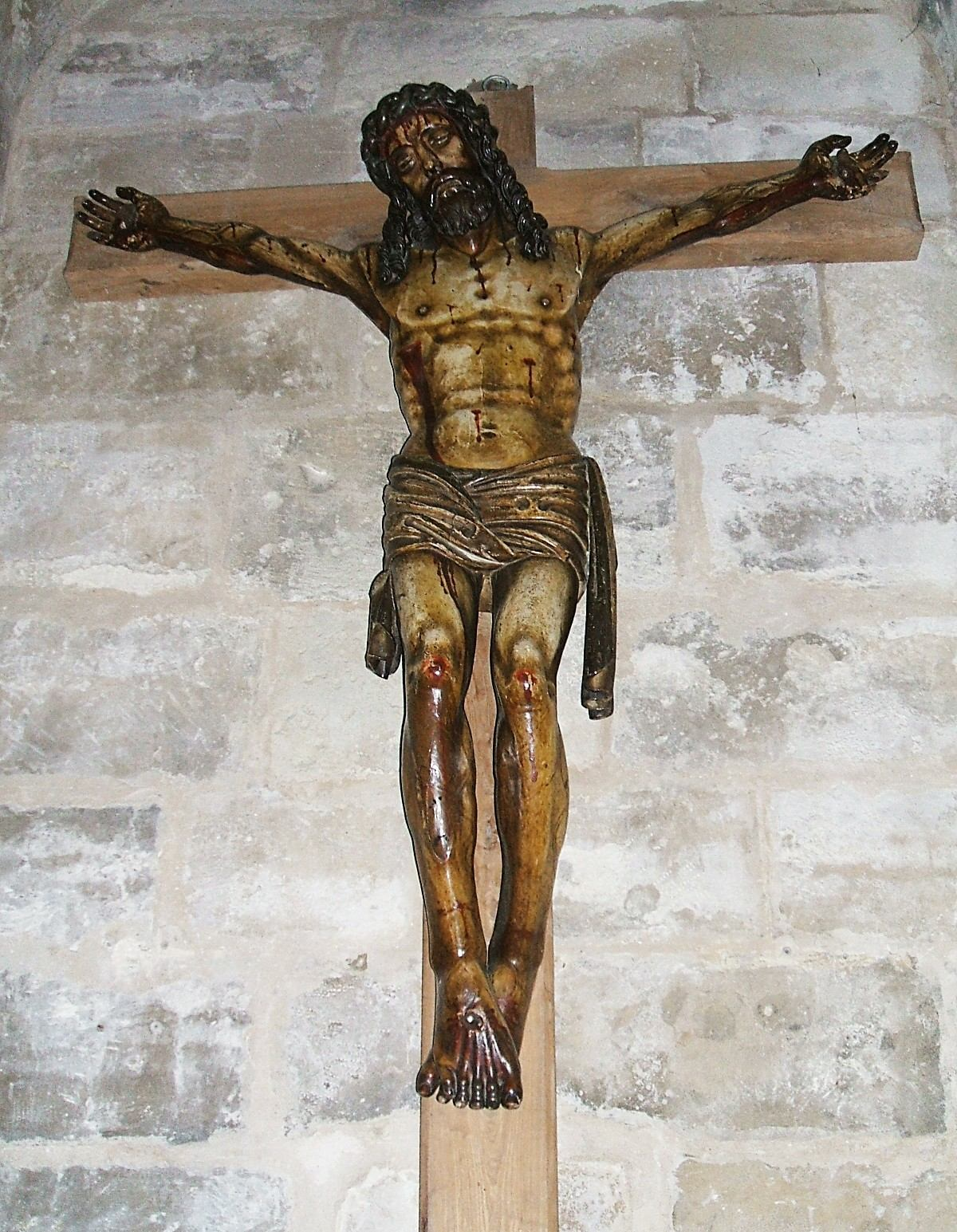
Crucificado en la Capilla del Carmen
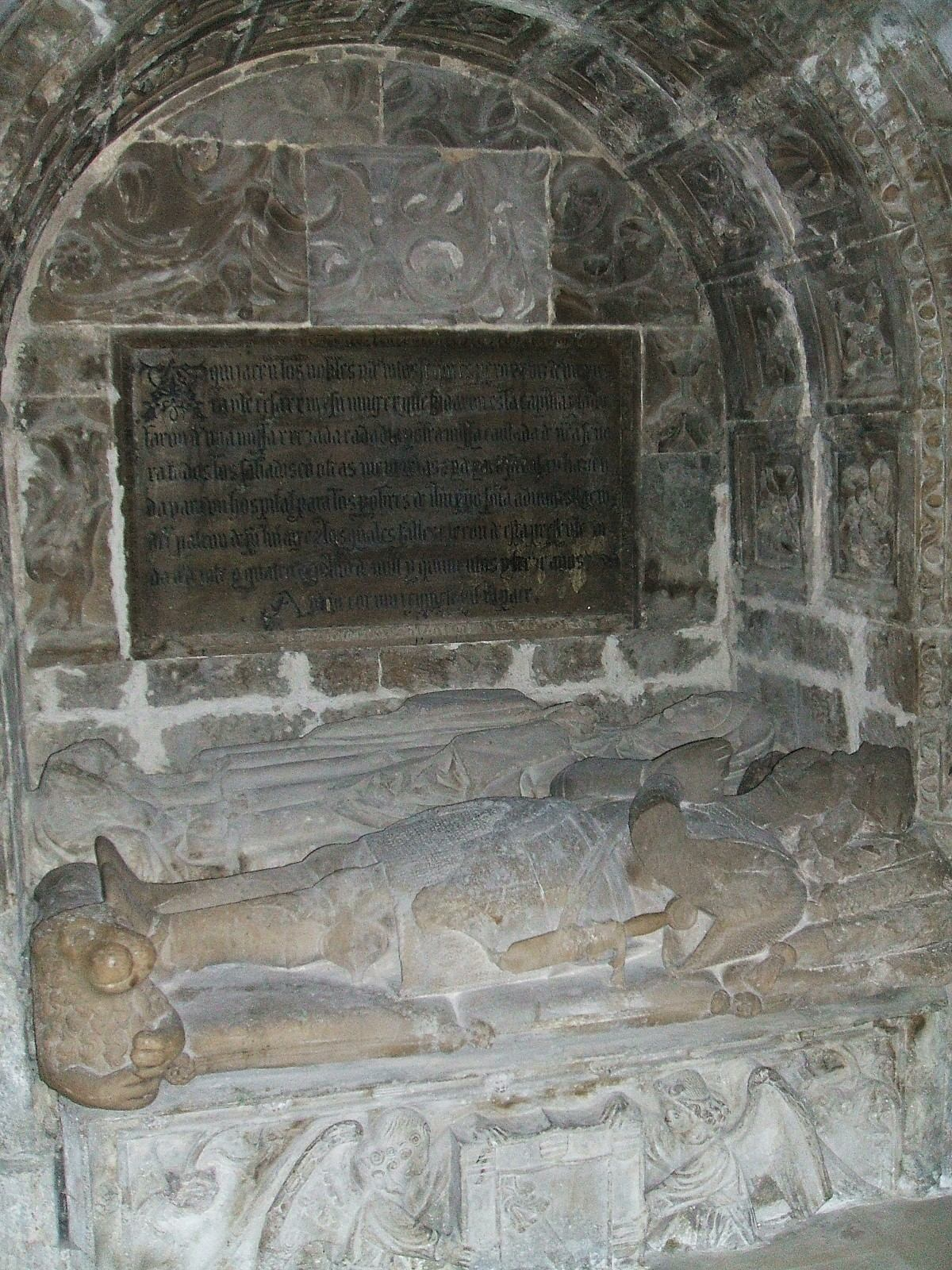
Sepulcro del matrimonio Ruiz
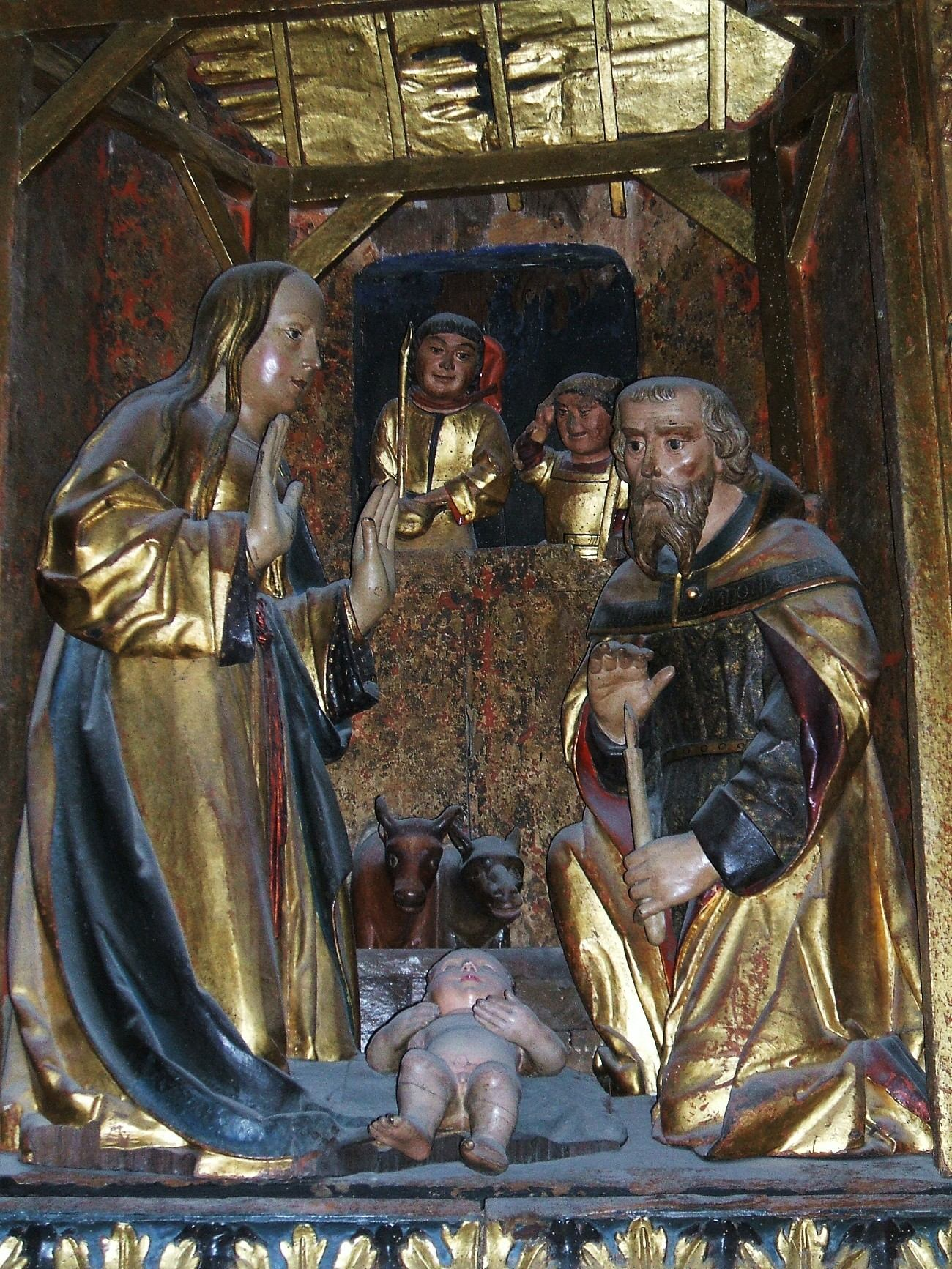
Nacimiento, retablo de las Viejas
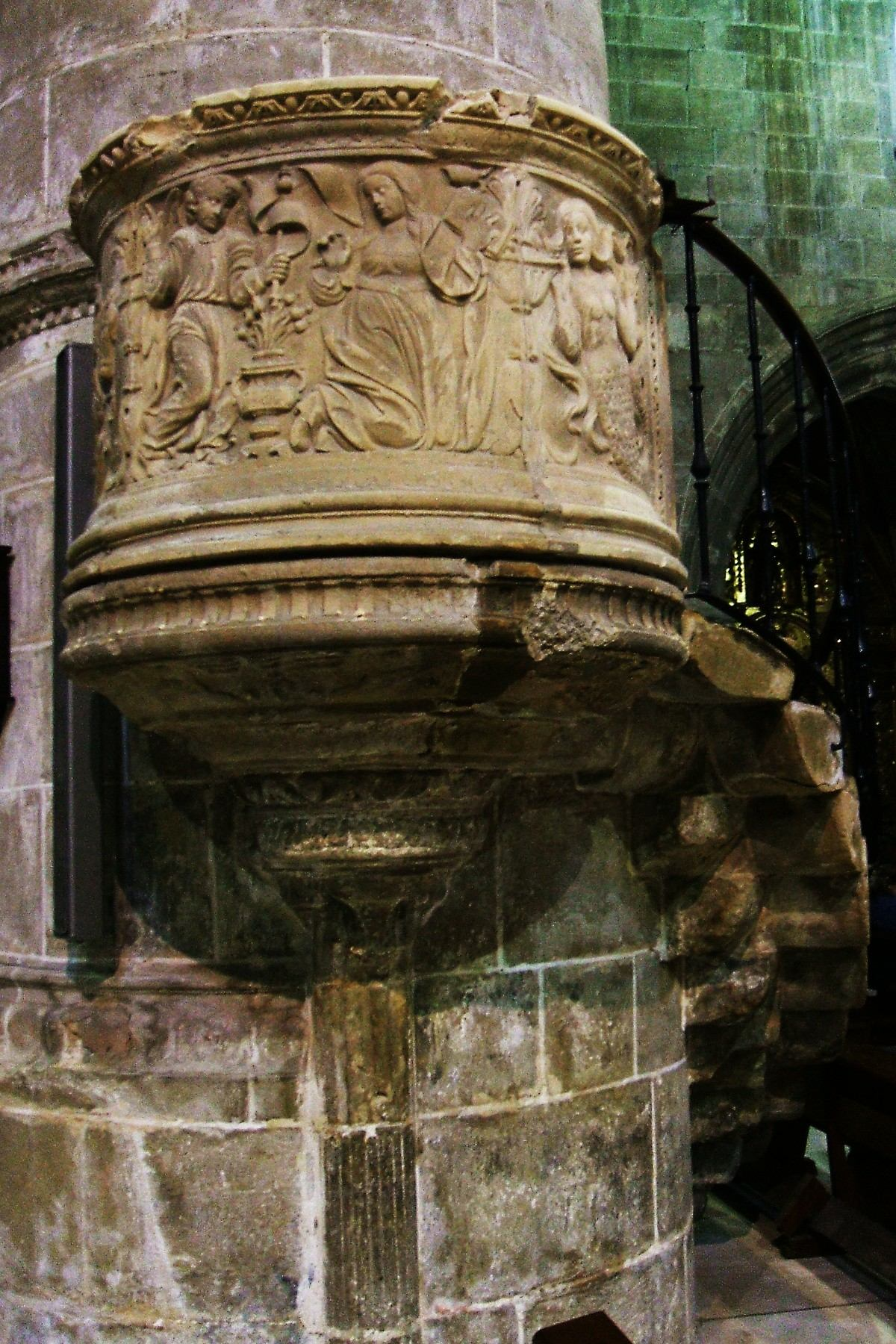
Púlpito plateresco